# Angerona striolata
Angerona striolata là một loài bướm đêm trong họ Geometridae.